# NANO Project
NANO Project (рус. НАНО Project) је руска музичка група који је 2004. године основао Иван Шаповалов. Пројекат је 2021. освојио велику награду Топ 100 у номинацији за песму године, и награду Топ 100 успешних људи у номинацији за песму године за песму добермани.
Тим је основан 2004, Све из ТВ емисије групе Тату у Кини. Главну моралну подршку пројекту пружио је продуцент групе Тату Иван Шаповалов.

## Чланови
- Иван Шаповалов[12][13]
- Ирене Нано
- Јуриј Абрамов
- Дмитриј Шумков[14]

## Компаниа
- RaMusic[15]

## Дисцограпхи

### Синглес
| Година | Име                                       |
| ------ | ----------------------------------------- |
| 2020   | Вода                                      |
| 2021   | Соль                                      |
| 2021   | Соль (feat. NanoCerber)                   |
| 2021   | Соль (feat. M-DimA)                       |
| 2021   | Соль (feat. Dj Simka, Altegro & Biggoose) |
| 2022   | Полчаса                                   |
| 2022   | Змея                                      |
| 2022   | Змея (feat. M-DimA)                       |
| 2022   | Я скучаю по тебе (feat. ZIMIN)            |